# Sarah Siddonsová

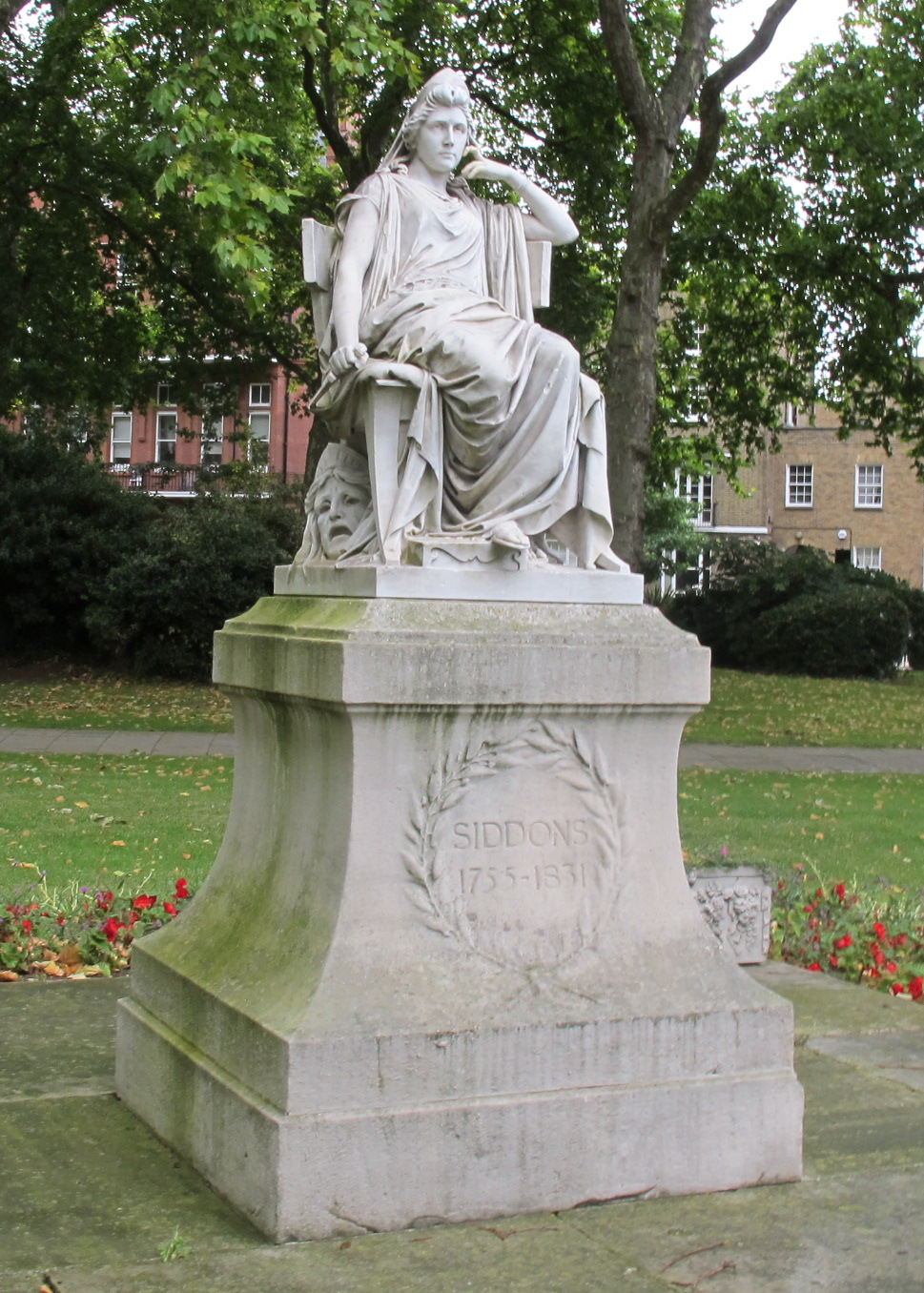
Socha od Léona Chavalliauda v Paddingtonu

Sarah Siddonsová (rozená Sarah Kembleová; 5. července 1755 Brecon ve Walesu - 8. června 1831 Londýn) byla anglická herečka. Je považována za jednu největších tehdejších představitelek postav tragédií.

## Život
Sarah Siddonsová se narodila jako jedno z dvanácti dětí v rodině putovních herců. Roku 1773, ve věku 18 let, se provdala za herce Williama Siddonse. Její bratři John Philip Kemble a Stephen Kemble i neteř Fanny Kembleová byli rovněž známí herci.
Během své první londýnské sezóny v zimě 1775-76 Sarah Siddonsová vystupovala se souborem Garrick's Company, ale neprosadila se. To ji však neodradilo a objevovala se pak na jevištích po celé Anglii. Roku 1782 přijala další angažmá v londýnském divadle Drury Lane. V titulní roli Garrickovy adaptace hry Thomase Southerna The Fatal Marriage (Osudový sňatek) se stala senzací sezóny.
Sarah Siddonsová se vyhýbala hraní v komediích a soustředila se výhradně na dramata. Nejslavnější byla jako Lady Macbeth. Tuto hru si vybrala i pro své poslední vystoupení v roce 1812, jež bylo zároveň posledním představením v tomto nastudování.
Ve volném čase se Siddonsová věnovala sochaření a vytvořila několik děl pozoruhodné kvality, např.  bustu amerického prezidenta Johna Adamse.
Roku 1845 Thomas Campbell vytvořil sochu Siddonsové v životní velikosti, která stojí v kapli sv. Ondřeje ve Westminsterském opatství. Památník od Léona Chavalliauda v Paddingtonu byl odhalen v roce 1897. Nachází se poblíž hrobu Sarah Siddonové na hřbitově St Mary v Paddingtonu.